# Russia Aperta
Russia Aperta (in russo Открытая Россия?, Otkrytaja Rossija) nota anche con il nome inglese Open Russia è un'organizzazione politica russa attualmente fuorilegge sul territorio nazionale, fondata nel dicembre 2001 dall'oligarca russo in esilio Michail Chodorkovskij con azionisti della sua azienda, Jukos (società chiusa nel 2006). Chodorkovskij ha affermato che la sua organizzazione sostiene la democrazia e i diritti umani. La prima iniziativa ha assunto la forma di una fondazione il cui scopo dichiarato era quello di "costruire e rafforzare la società civile in Russia", istituita nel 2001. Chodorkovskij ha rilanciato Russia Aperta nel settembre 2014 come piattaforma comunitaria nazionale nell'ambito di un gruppo di attività denominato "Open Media".
Nel 2017, l'organizzazione è stata indicata come indesiderabile dal procuratore generale russo e il suo sito web è stato bandito in Russia. Il 27 maggio 2021, Russia Aperta ha annunciato di cessare le sue operazioni in Russia per proteggere i suoi membri dal rischio di essere perseguiti penalmente e di essere incarcerati nel paese. "Open Media" è ora conosciuto come "Možem Objasnit".

## Storia

### Prima iniziativa
Questa prima incarnazione di Russia Aperta è stata descritta da The Guardian come un'organizzazione di beneficenza. Il suo consiglio comprendeva Henry Kissinger e Lord Jacob Rothschild. Secondo il Moscow Times, ha finanziato "molti progetti filantropici, inclusi progetti educativi per i giovani, la Federazione dell'istruzione in Internet, il Club del giornalismo regionale e progetti di ONG per i diritti umani".
Dopo l'arresto di Chodorkovskij nel 2003, il suo vice Leonid Nevzlin ha rilevato Russia Aperta. Gli successe Nikolaj Byčkov. Nel 2005, Russia Aperta aveva 23 affiliate regionali. Il 24 febbraio 2005, il servizio fiscale federale russo ha avviato un'ispezione su Russia Aperta, la sua terza indagine di questo tipo subita in 12 mesi, che secondo l'opinione di Russia Aperta aveva lo scopo di "insudiciare l'unica struttura rimasta nelle mani di Michail Chodorkovskij". La prima incarnazione di Russia Aperta si è conclusa nel 2006 quando le autorità russe hanno congelato i suoi conti bancari.

### Seconda iniziativa

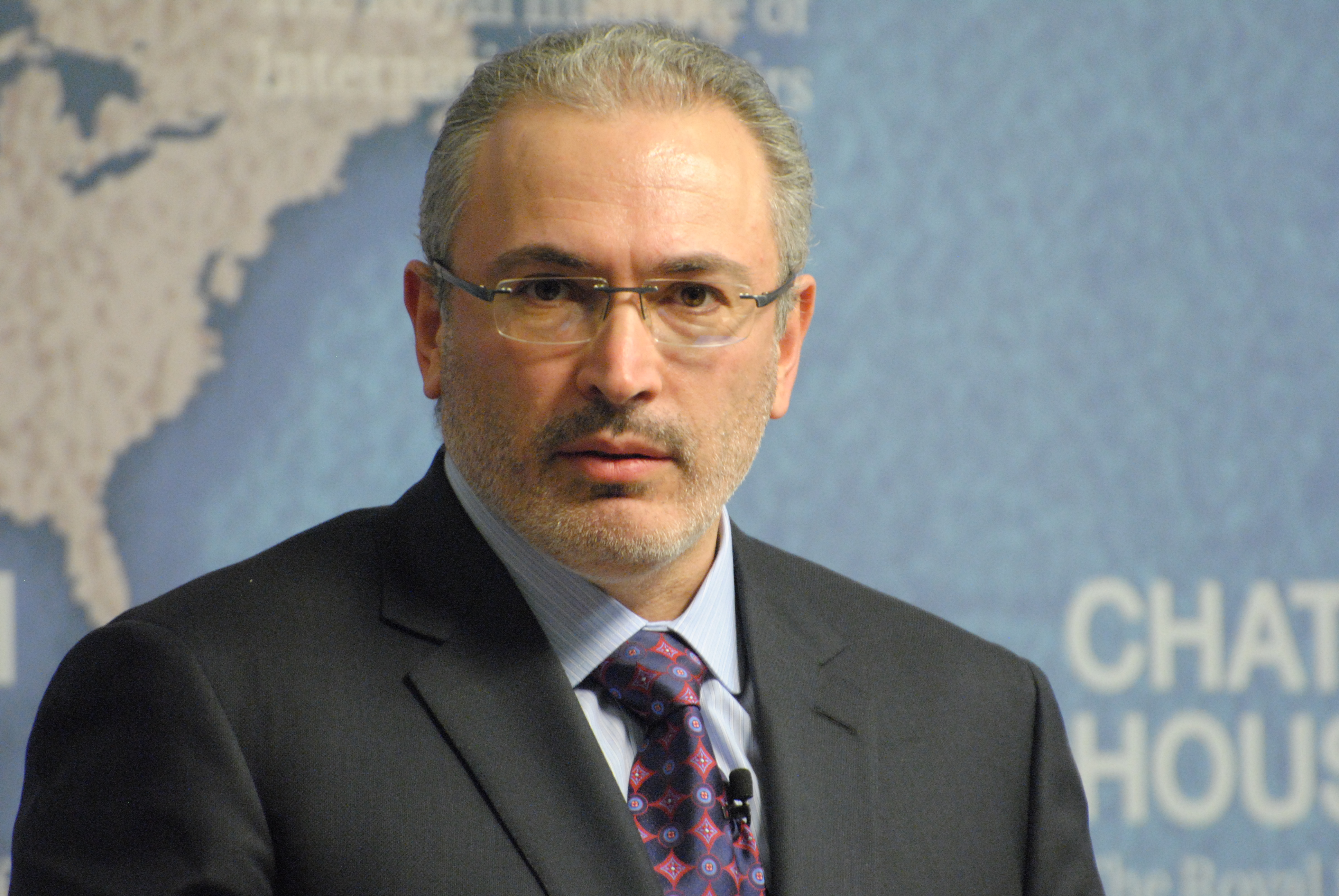
Michail Chodorkovskij, fondatore di Russia Aperta, durante una sua lezione al Royal Institute of International Affairs, Londra

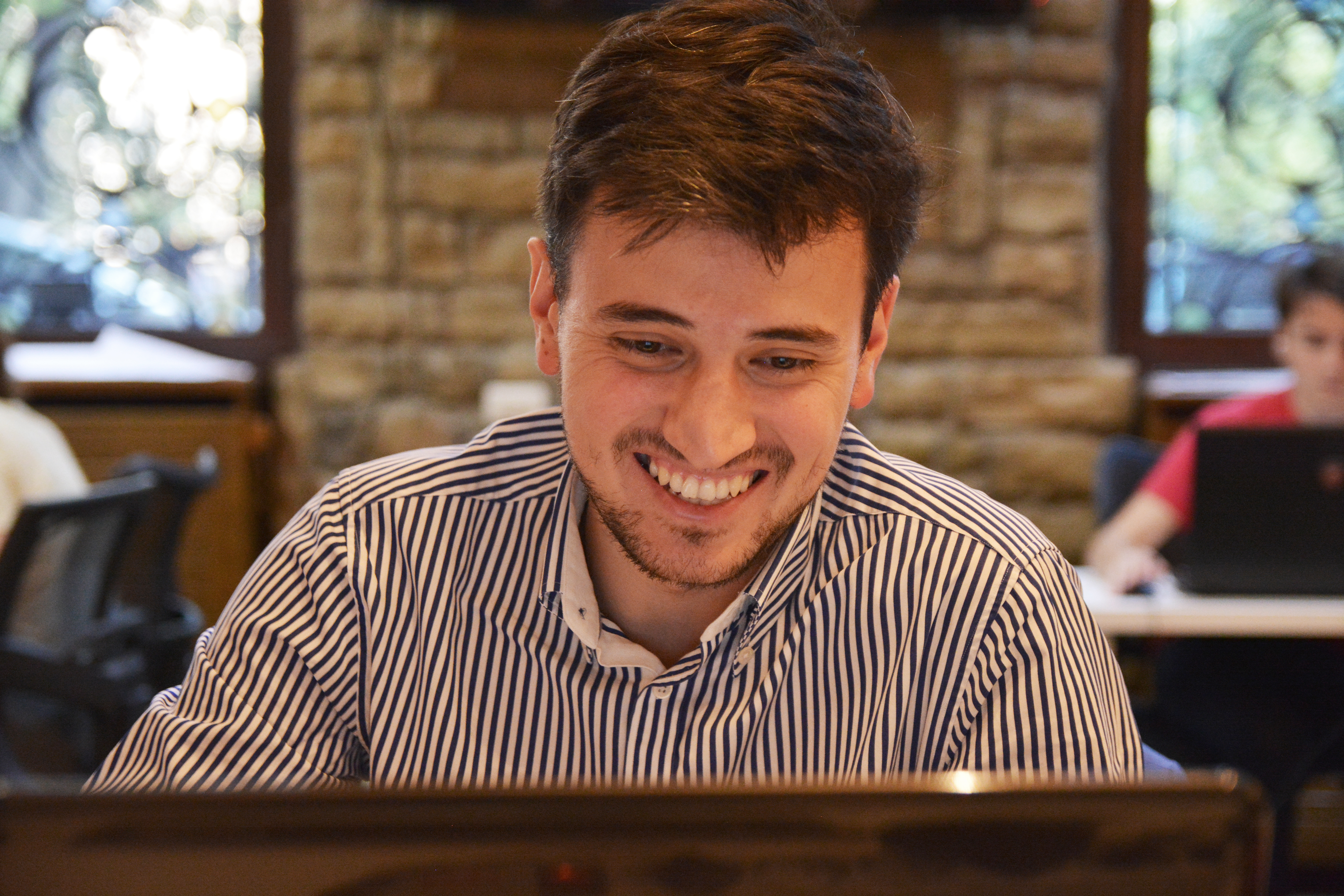
Aleksaner Solov'ëv, capo di Russia Aperta dal 2017 al 2018

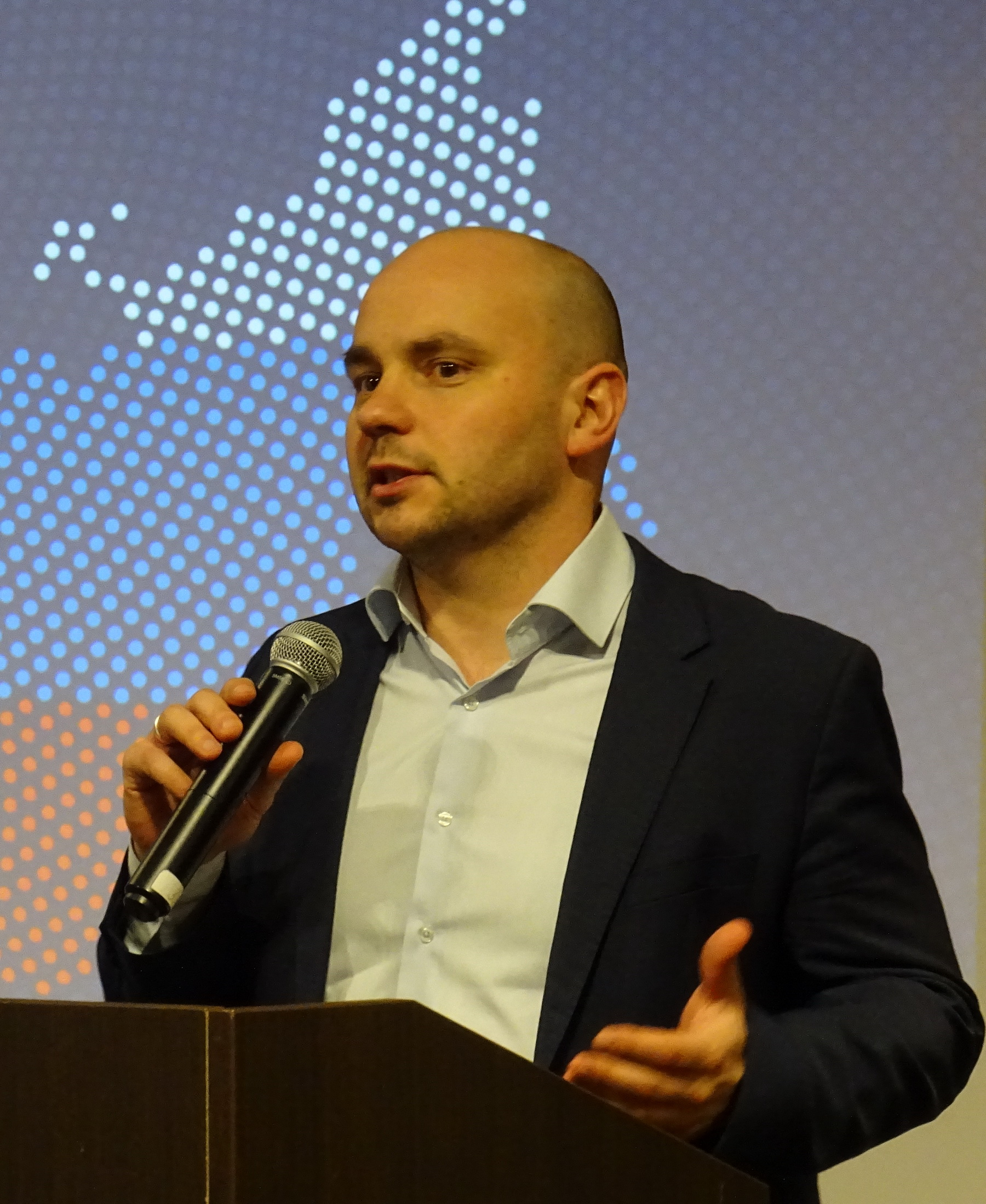
Andrej Pivovarov alla guida di Russia Aperta nel periodo 2018—2019

Russia Aperta è stato rilanciato il 20 settembre 2014 dopo il rilascio di Chodorkovskij, che vive da allora all'estero, come “una piattaforma comunitaria nazionale progettata per riunire tutti i russi interessati a creare una vita migliore per se stessi e per i propri figli” durante la videoconferenza a sostegno delle marce contro le politiche di Vladimir Putin; quasi tutte le sedi regionali hanno riscontrato "problemi di connessione a Internet pochi istanti prima della conferenza, sabotaggio e assalto alle sale".
Alla cerimonia di rilancio online hanno partecipato eminenti attivisti ed emigrati russi, tra cui Sergej Guriev ed Evgenij Čičvarkin.
The Guardian ha riferito che il rilancio di Russia Aperta da parte di Chodorkovskij "sembra rompere la sua promessa di stare alla larga dalla politica, che ha fatto dopo essere stato graziato dal presidente Vladimir Putin a dicembre". Il New York Times ha affermato, tuttavia, che Chodorkovskij aveva infatti “accettato di rimanere fuori dalla politica fino ad agosto, quando sarebbe stato comunque rilasciato. Ora liberato da quell'impegno, sta chiarendo che la prigione lo ha, semmai, incoraggiato nel suo desiderio di cambiare il suo paese".

### Obiettivi
Il nuovo Russia Aperta ha dichiarato che si sarebbe concentrato su diverse aree chiave tra cui i media indipendenti, l'educazione politica, lo stato di diritto e il sostegno ai prigionieri politici. È inoltre presente un vasto programma di riforme volto a modificare l'applicazione della legge e la Costituzione per garantire giustizia e democrazia. Inoltre, Russia Aperta sostiene elezioni libere ed eque e, pur rimanendo fuori dal coinvolgimento politico diretto, presterà sostegno ai candidati che promuovono anche elezioni eque.
Intervistato in un articolo dell'ottobre 2014 sul Wall Street Journal, Chodorkovskij ha affermato di aver pianificato di utilizzare Russia Aperta per spingere per una conferenza costituzionale che sposterà il potere dalla presidenza a quello legislativo e giudiziario. Ciò deriva, secondo Chodorkovskij, dalla causa principale dei problemi della Russia, vale a dire l'assenza dello stato di diritto.

### Attività
Dal 13 al 14 settembre 2014, Russia Aperta ha presentato i discorsi di Ljudmila Ulickaja, Arina Borodina e Dmitrij Olšanskij. L'Open Lecture della fondazione ha proiettato una serie di discorsi dal vivo che hanno girato per tutta la Russia. In quegli anni ci sono stati sette forum online ospitati da Russia Aperta su argomenti che vanno dalla riforma sanitaria alla lotta alla corruzione.
Russia Aperta ha riferito che sosterrà venticinque candidati alle prossime elezioni parlamentari di settembre. L'organizzazione ha dichiarato di avere già due candidati del partito Parnas che stava prendendo in considerazione.

### Divieto statale russo
A metà del 2017 Russia Aperta è stata designata come organizzazione indesiderabile dall'ufficio del procuratore generale della Russia, vietando di fatto le sue attività nel paese.
Nel dicembre 2017 Roskomnadzor ha aggiunto il sito web dell'organizzazione a un registro di siti bloccati.

### Sospensione delle attività in Russia
In vista delle elezioni parlamentari del settembre 2021, il governo russo ha aumentato la pressione contro le voci dell'opposizione, elaborando un progetto di legge che aumentava la responsabilità penale dei partecipanti a organizzazioni indesiderabili e consentiva di incarcerarli. Sulla base di questo fatto, il 27 maggio 2021 Russia Aperta ha annunciato che avrebbe interrotto le sue operazioni in Russia per proteggere i suoi membri da procedimenti penali e dal rischio di essere incarcerati nel Paese.
Nel luglio 2022, un ex capo dell'organizzazione, Andrej Pivovarov, è stato condannato a quattro anni di carcere per "aver svolto attività di un'organizzazione indesiderabile", sostenendo che stava ancora lavorando con l'organizzazione con sede a Londra, dopo aver pubblicato post su Facebook criticando il servizio di sicurezza federale e sostenendo i manifestanti dell'opposizione.

### Attivisti nel mirino
Le persone associate a Russia Aperta sono state ripetutamente sotto pressione dalle forze dell'ordine. Spesso il motivo delle perquisizioni e del sequestro di attrezzature in appartamenti e uffici è stato il procedimento penale 18/41-03 avviato nel 2003 (noto come "caso JUKOS"). Nel dicembre 2015, presso gli uffici di Russia Aperta a Mosca e San Pietroburgo, negli appartamenti di almeno 10 dipendenti dell'organizzazione, nell'appartamento e nell'auto dell'addetto stampa di Chodorkovskij, Külle Pispanen, sono state effettuate perquisizioni con il sequestro di attrezzatura. Il comitato investigativo ha motivato le misure indagando sulla legalità dell'acquisizione delle azioni di Jukos da parte di ex azionisti di maggioranza, che in precedenza avevano vinto una controversia con la Federazione Russa sull'espropriazione della società per 50 miliardi di dollari in un tribunale arbitrale internazionale.
Durante l'"operazione" del 5 ottobre 2017, sono state effettuate perquisizioni nella redazione di Russia Aperta, negli appartamenti del presidente del movimento Aleksandr Solov'ëv, dell'amministratore di sistema Artëm Minič, figlia del caporedattore del Center for Investigation Management Andrej Konjachin, del direttore della direzione esecutiva Nina Aleksa, dell' ex coordinatore Nikolaj Lenivec, di Timur Valeev, capo del progetto Open Elections. Nel febbraio 2018, le forze di sicurezza sono arrivate con le perquisizioni alla giornalista di MBKh Media ed ex membro della Camera pubblica Zoja Svetova, ad agosto la perquisizione è avvenuta nuovamente nell'ufficio di Russia Aperta. Dopo una protesta contro gli emendamenti alla Costituzione russa nel luglio 2020 sono avvenute perquisizioni con sequestro di attrezzature negli appartamenti della coordinatrice di Russia Aperta Tat'jana Usmanova, dell'attivista Ol'ga Gorelik, del caporedattore di MBKh Media Sergej Prostakov, dell'avvocato di Pravozaščita Otkrytka Aleksej Prjanišnikov, delle sue ex mogli e della loro genitori.
In relazione ai partecipanti di Russia Aperta, sono stati ripetutamente applicati anche l'articolo amministrativo 20.33 "Partecipazione alle attività di un'organizzazione riconosciuta come indesiderabile sul territorio della Russia" e il nuovo articolo penale 284.1, la cui base per l'uso è l'esistenza di due decisioni accusatorie nei casi avviati ai sensi dell'articolo 20.33. In tutti i casi, gli attivisti sono stati accusati di cooperazione con organizzazioni associate alla "indesiderabile" Russia Aperta.
Nell'ottobre 2018, a Krasnodar, è stato avviato un procedimento contro l'avvocato Yulia Fedotova per aver ripubblicato una registrazione video di un discorso del poeta Michail Drozdov, che si è concluso con una dimostrazione del logo Russia Aperta. Nel gennaio 2019 sono stati avviati procedimenti contro l'attivista di Čeljabinsk Denis Ibragimov per aver tenuto un webinar "Come amare i meme e non andare in prigione", contro la coordinatrice della filiale di Krasnodar Jana Antonova per un videomessaggio ai deputati della Duma di Stato sulla mancanza di scuole per bambini nella regione, contro l'attivista Igor' Sidorov per aver inviato in dono il romanzo anti-utopico di George Orwell 1984 alla sezione locale del partito Russia Unita e per essersi rivolto ai deputati locali criticando il bilancio di Cheboksary per il 2019. Nel novembre 2019, l'ufficio del procuratore di Jaroslavl' ha aperto un procedimento amministrativo contro Daniil Kuznecov, direttore della rivista 7x7. Secondo il Centro per la lotta all'estremismo (Centro "E"), era uno degli amministratori della comunità di Jaroslavl' "Russia Aperta" in "Vkontakte"; altri amministratori che hanno testimoniato contro di lui non sono stati incriminati.
Il primo procedimento penale in Russia ai sensi dell'articolo 284.1 del codice penale della Federazione Russa è stato avviato a Rostov sul Don contro Anastasija Ševčenko, membro del consiglio federale di Russia Aperta. Alla fine di gennaio 2019, Amnesty International ha riconosciuto Ševčenko come prigioniera di coscienza, incarcerata per le sue opinioni politiche. In seguito è stata liberata e condannata a piede libero il 18 febbraio 2021 a una pena di 4 anni di reclusione, in seguito ridotta a 3 anni, con sospensione condizionale. Nell'agosto 2022 ha ufficialmente lasciato la Russia e si è trasferita a Vilnius in Lituania, ed è stata dichiarata latitante per "essersi sottratta alla pena".

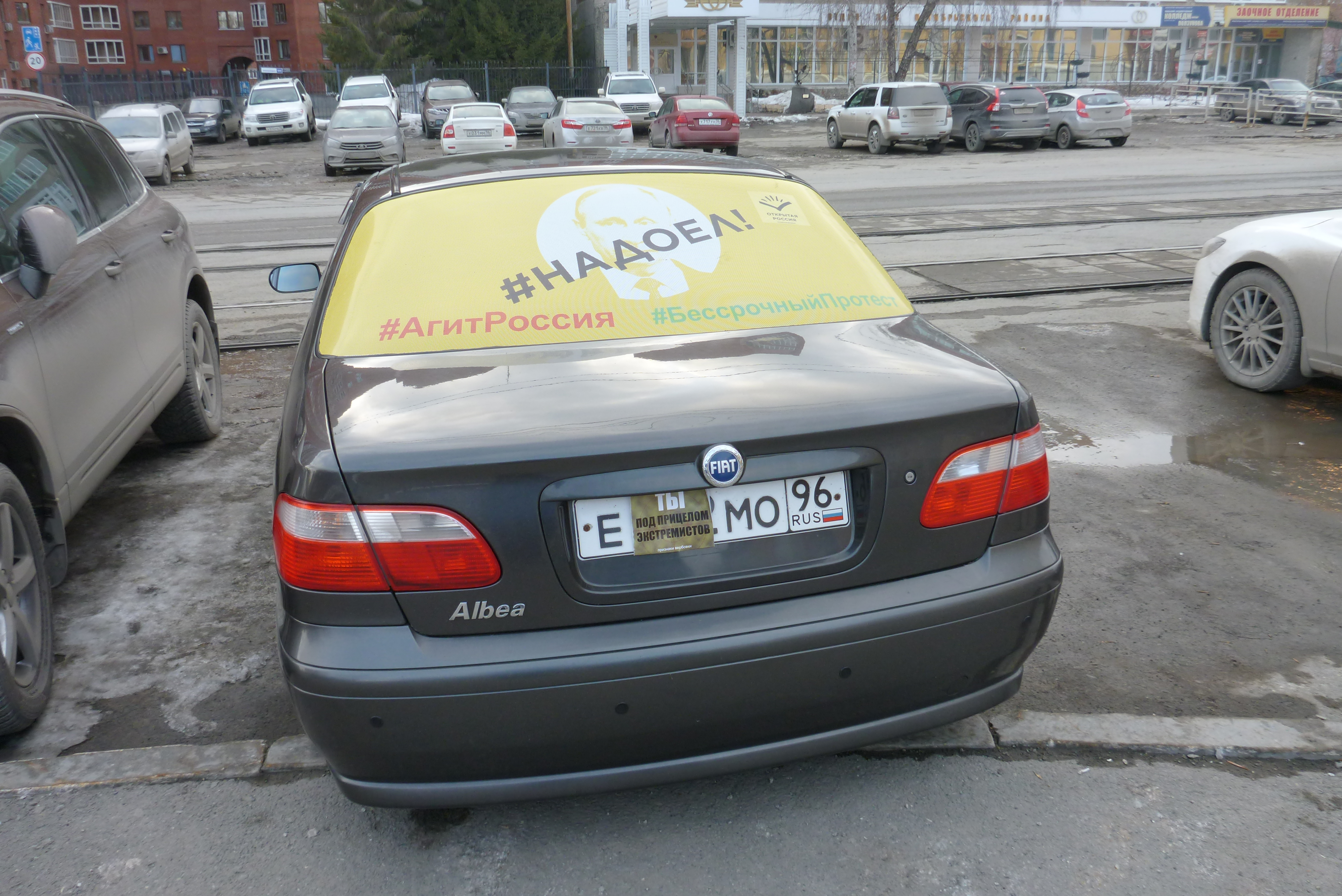
Auto a Ekaterinburg con il manifesto di Russia Aperta nel 2019

La prima sentenza emessa è invece del febbraio 2020 contro l'ex coordinatore della filiale di Ekaterinburg di Russia Aperta, Maksim Vernikov; il tribunale lo ha condannato a 300 ore di lavoro obbligatorio.
Nel novembre 2019 è stato avviato contro l'ex coordinatrice della filiale di Krasnodar, Jana Antonova, per due ripetizioni (annuncio di un'azione concordata e una citazione del presentatore televisivo Vladislav List'ev su totalitarismo e democrazia) e un picchetto in memoria di Boris Nemcov. Il quarto imputato  era il coordinatore di Russia Aperta a Tjumen', Anton Michalčuk, che ha caricato su un social network una pubblicazione che menzionava Chodorkovskij e ha partecipato allo sviluppo del programma educativo Russia Aperta. Michalčuk è stato inserito nella lista dei ricercati federali perché dall'inizio del 2019 viveva fuori dalla Russia.
Il 29 settembre 2020 è stato avviato un procedimento penale contro Michail Iosilevič, giornalista e uomo d'affari. Secondo l'inchiesta, "per invadere le basi dell'ordine costituzionale" ha fornito i locali del suo caffè per l'evento Russia Aperta, anche se in realtà c'era una formazione organizzata dal movimento Golos per gli osservatori elettorali. In precedenza, è stato processato due volte per aver fornito locali per il forum Free People e un altro evento a cui ha partecipato un ex attivista di Russia Aperta.

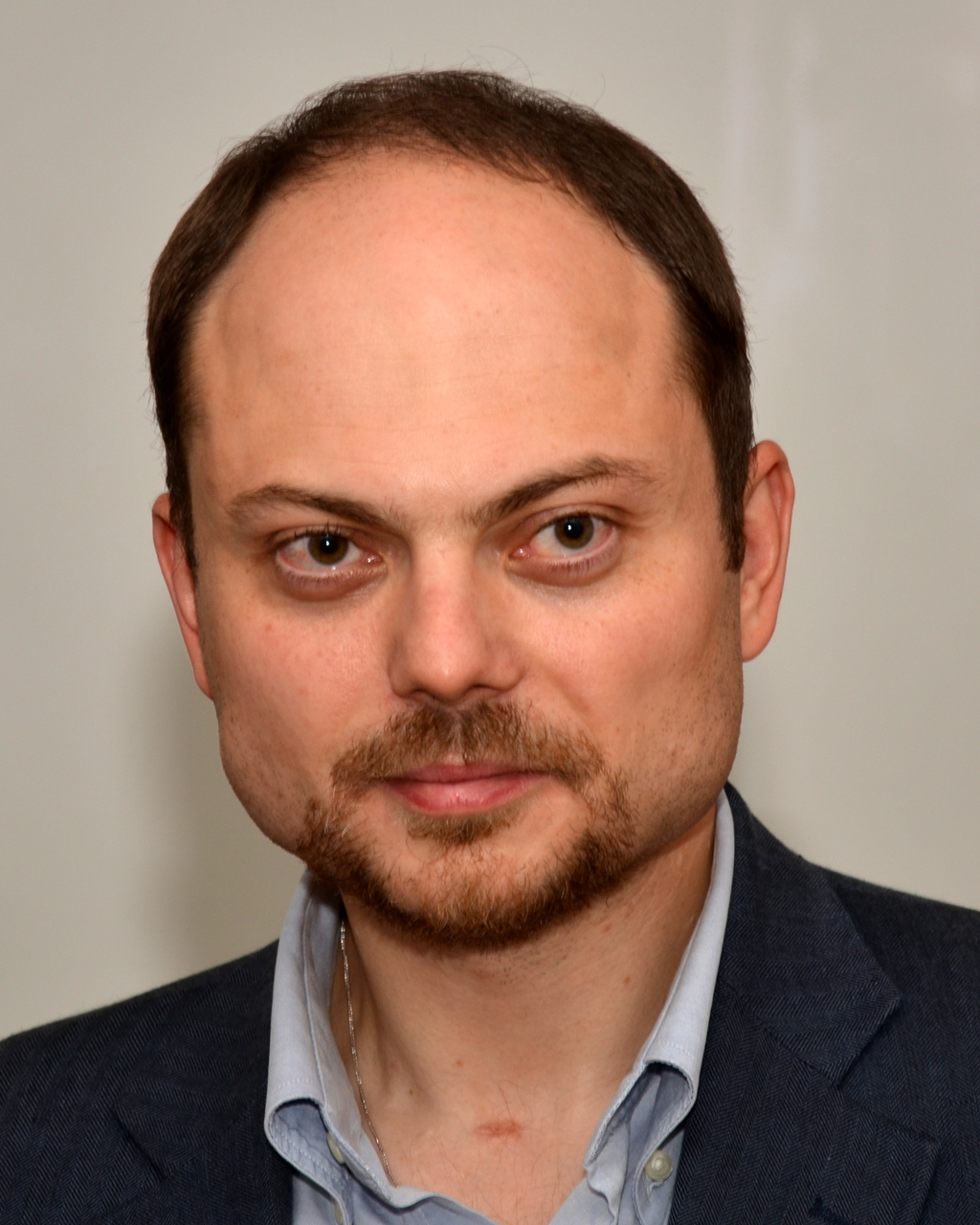
Vladimir Kara-Murza nel 2017

Nel gennaio 2019, Lija Miluškina, coordinatrice di Russia Aperta a Pskov, e suo marito Artëm Miluškin sono stati arrestati e accusati di vendita di droga su scala particolarmente ampia. Il 12 agosto 2021, i due sono stati condannati rispettivamente a 10,5 e 11 anni di carcere. La coppia si è dichiarata non colpevole, definendo il caso politico.
Il vicepresidente di Open Russia Vladimir Kara-Murza nel 2015 e nel 2017 ha subìto due tentativi di omicidio tramite avvelenamento con sostanze chimiche non identificate, di cui ha accusato il governo. Arrestato nel 2022, nell'aprile 2023 è stato condannato a 25 anni di carcere (la più alta condanna politica singola dai tempi dell'URSS) e deportato in Siberia in un carcere di massima sicurezza; è stato rilasciato il 1º agosto 2024 nell'ambito di uno scambio di 16 prigionieri con gli Stati Uniti e vive in Inghilterra. Assieme a lui è stato rilasciato anche Andrej Pivovarov.